# Lubawa
Lubawa (niem. Löbau in Westpreußen, prus. Lūbawa) – miasto w województwie warmińsko-mazurskim, w powiecie iławskim. W latach 1975–1998 miejscowość administracyjnie należała do województwa olsztyńskiego.
Prywatne miasto duchowne lokowane w latach 1245–1260 położone było w XVI wieku w województwie chełmińskim. Na przełomie XVI i XVII wieku należało do dóbr stołowych biskupów chełmińskich.

## Położenie
Lubawa leży w północno-wschodniej części ziemi chełmińskiej, na obszarze ziemi lubawskiej, której jest stolicą. Pierwotnie Lubawa była pruskim grodem na obszarze ziemi Sasinów.
Pod względem geograficznym miasto leży na Garbie Lubawskim.

## Historia

### Początki miasta

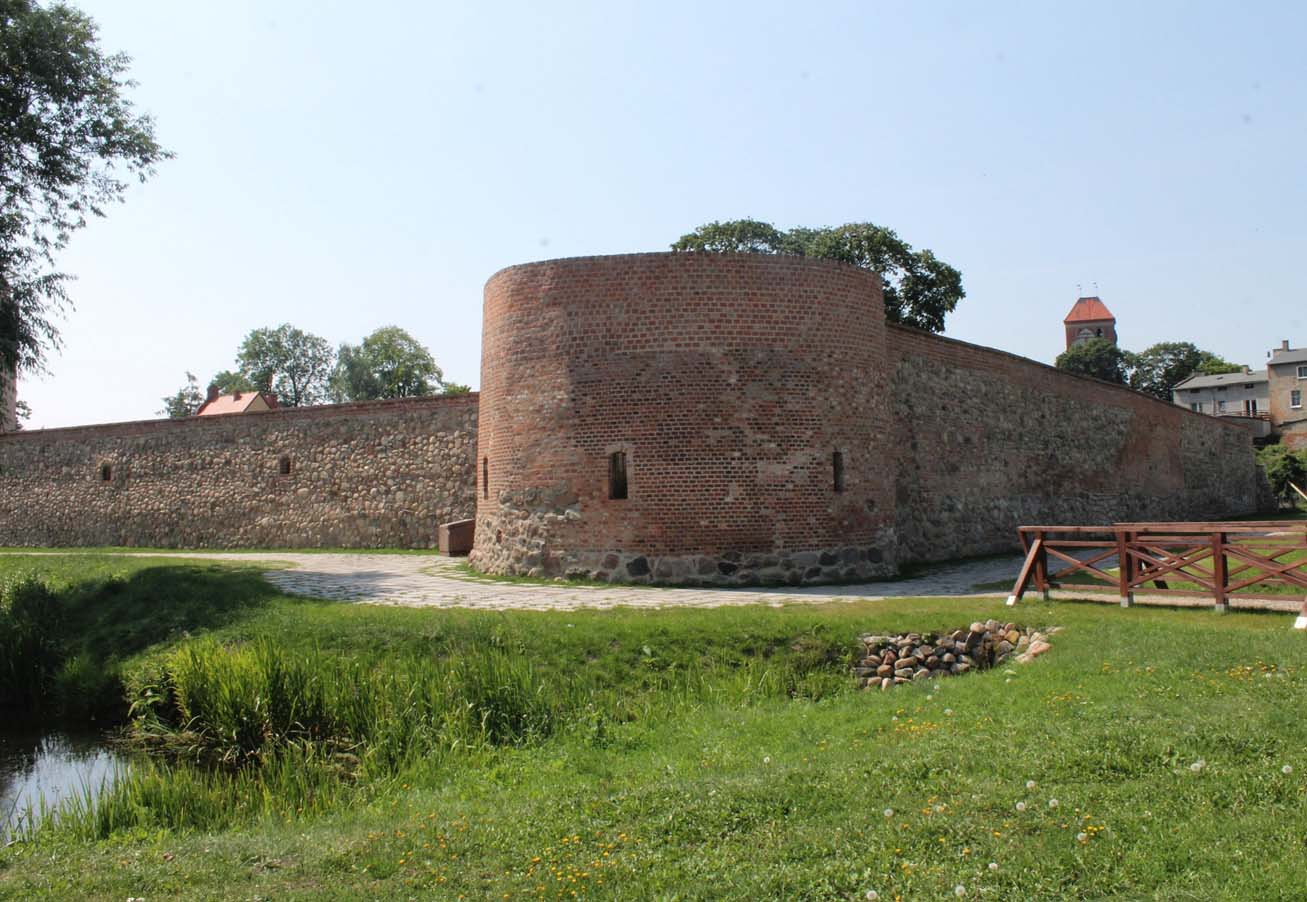
Ruiny zamku biskupów chełmińskich

Pierwsza wzmianka źródłowa na temat ziemi lubawskiej mówiąca o istnieniu grodu w Lubawie pochodzi z 1216 r. Świadczy o tym dokument podpisany przez papieża Innocentego III z 18 stycznia tegoż roku, w którym potwierdził Chrystianowi – biskupowi pruskiemu – posiadanie ziemi lubawskiej stanowiącej darowiznę od nowo nawróconego władcy pruskiego Surwabuno. Od 1257 roku Lubawa i okolice przeszły na własność biskupów chełmińskich i stała się centrum administracyjnym znacznego kompleksu dóbr biskupich zwanych kluczem lubawskim. Biskupi wybudowali w Lubawie wspaniały zamek będący ich rezydencją. W 1260 roku miejscowość była już znacznym centrum o charakterze miejskim i obronnym. W roku 1269 Lubawa została zburzona skutkiem łupieżczych ekspedycji Sudowów zwanych też Jąćwięgami. Dzięki wysiłkowi mieszkańców dość szybko ją odbudowano. Doceniając ten trud biskup chełmiński Herman (1303–1311) wydał przywilej lokacyjny dla Lubawy. Niestety dokument ten nie zachował się do naszych czasów. Wspomina o tym jedynie wznowiony przywilej lokacyjny dla Lubawy, tym razem biskupa chełmińskiego Ottona z 13 kwietnia 1326 roku. Po roku 1326 Lubawa rozwijała się w oparciu o zasady prawa chełmińskiego, tworząc stopniowo organ samorządowy, czyli radę miejską. W 1330 miasto najechały wojska litewskie pod wodzą Gedymina. W 1422 Wielki Mistrz Paul von Rusdorf zgromadził pod Lubawą liczne wojsko chcąc wywołać bitwę, przekonawszy się o liczebności wojsk Władysława Jagiełły zarządził odwrót, wielu jego rycerzy dostało się wówczas do niewoli.

### I Rzeczpospolita

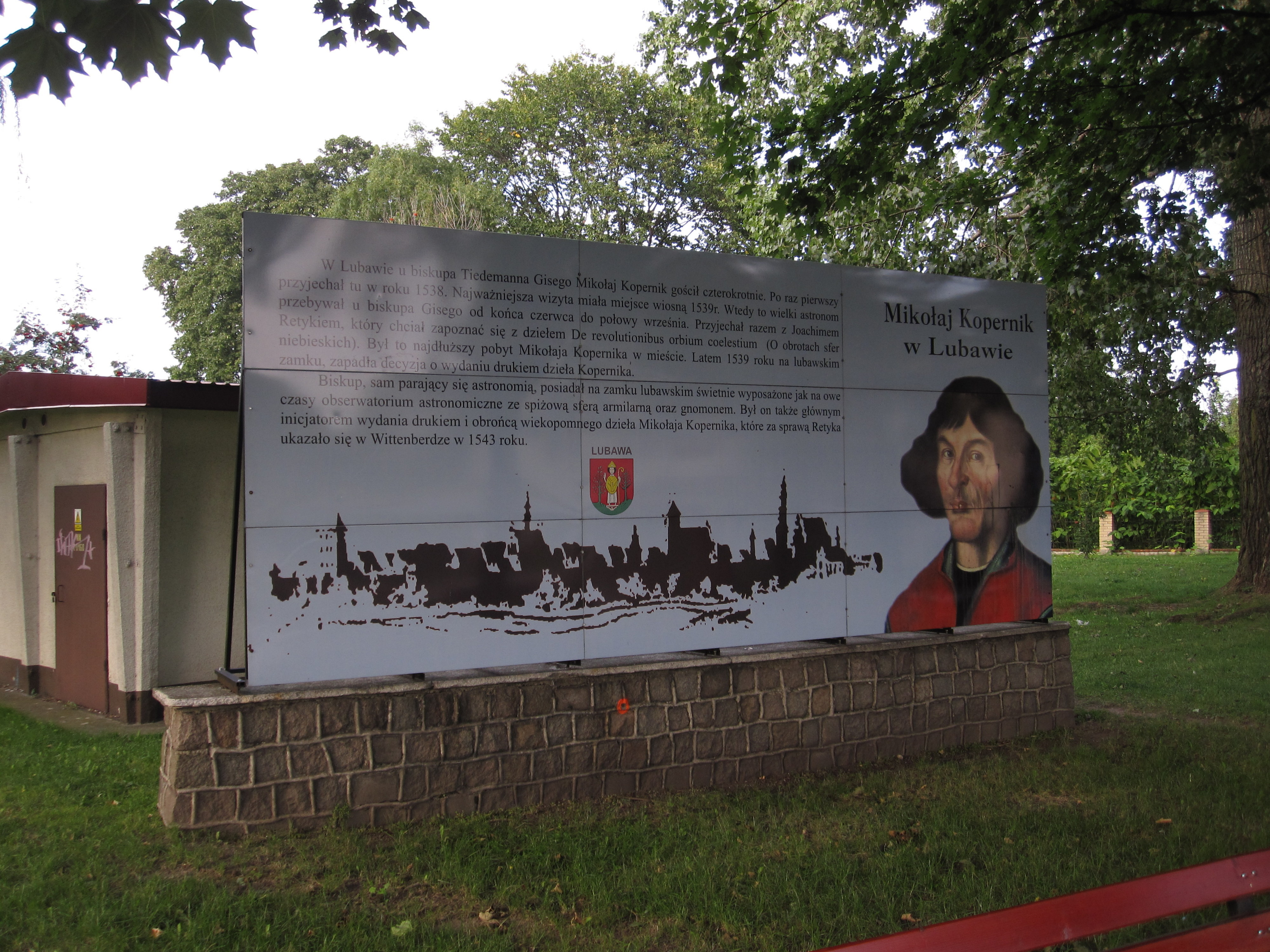
Tablica upamiętniająca wizyty Mikołaja Kopernika w Lubawie

W 1440 roku miasto było współzałożycielem Związku Pruskiego walczącego przeciwko Zakonowi Krzyżackiemu, w 1454 wojska Związku zajmują zamek, a król Kazimierz IV Jagiellończyk na prośbę Związku ogłasza włączenie regionu do Korony Polskiej. W 1459 miasto najeżdżają Krzyżacy i utrzymują je do 1464, kiedy miasto wraca w ręce polskie. W pokoju toruńskim (1466) potwierdzono przynależność Lubawy wraz z okolicą do Polski. Miasto przynależało administracyjnie do województwa chełmińskiego do I rozbioru Polski w 1772 r. Na ten okres przypada najszybszy rozkwit miasta. Szczególnie rozwinął się handel i rzemiosło. W 1521 na przedmieściu Lubawy miała miejsce bitwa, podczas której Krzyżacy zostali odparci przez polską załogę zamku. Na zamku biskupim, w latach 1535–1539, czterokrotnie przebywał Mikołaj Kopernik, najdłużej w 1539, od czerwca do września. Zapadła tu wówczas decyzja o wydaniu drukiem dzieła De revolutionibus orbium coelestium.

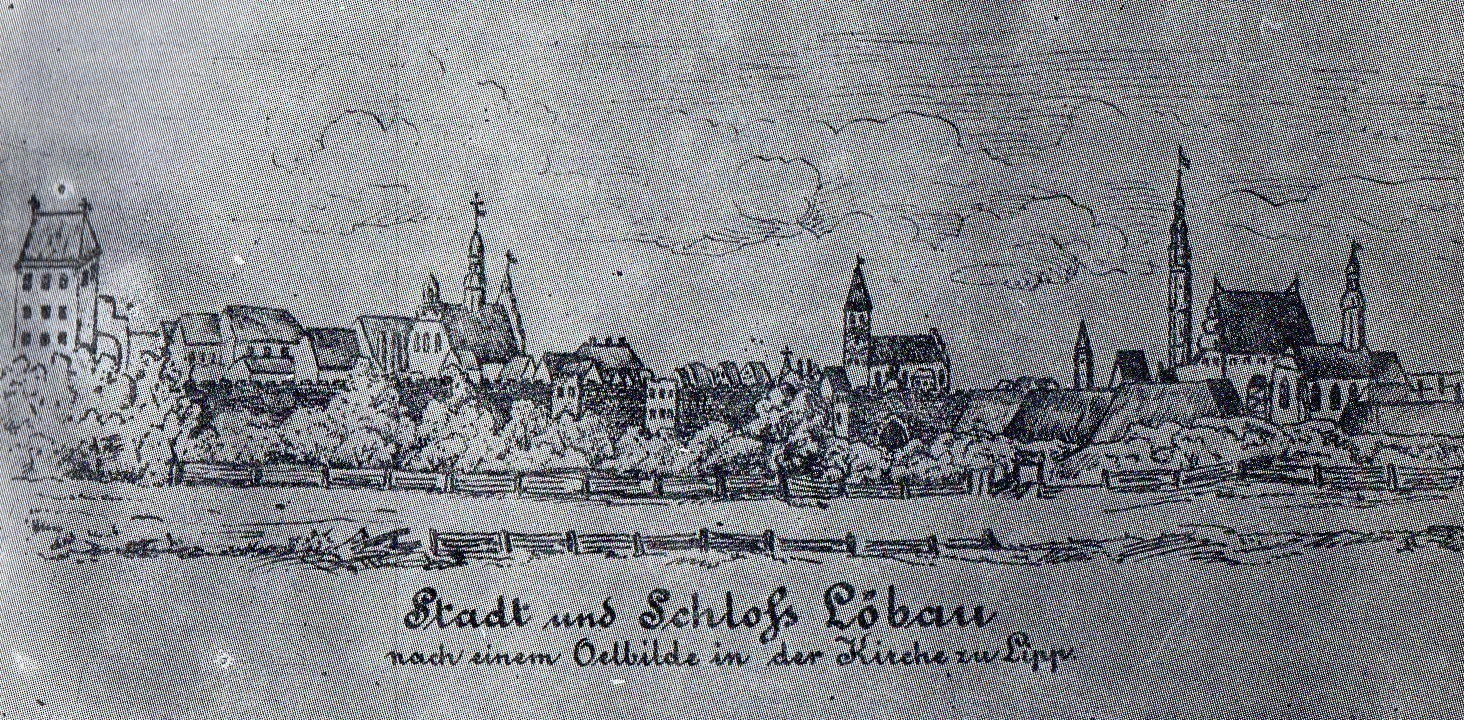
Lubawa w 2. połowie XVII w. (obraz olejny z kościoła w Lipach)

Lubawa zasłynęła nie tylko z tego, że przebywał w niej słynny astronom, ale także z Biblii Gutenberga, zwanej też Biblią Pelplińską. Zakupił ją dla zamku biskupów chełmińskich biskup Mikołaj Chrapicki. Niestety, na początku XIX w., po zmianie granic biskupstwa, biblia została wraz ze stolicą diecezji przeniesiona do Pelplina.

### Okres zaborów i powstań oraz Księstwo Warszawskie
Po I rozbiorze Polski w 1772 roku Lubawa przeszła pod panowanie pruskie. Pożary i wojny oraz zerwanie powiązań gospodarczych i politycznych miasta z Polską spowodowały jego upadek. W 1774 roku w Lubawie stanął garnizon pruski. Jednocześnie nowe władze rozpoczęły akcję kolonizacyjną, ściągając na ziemię lubawską osadników niemieckich, w znacznej mierze wyznania ewangelickiego. W 1785 siedziba biskupstwa została przeniesiona do Chełmży. Na mocy traktatu tylżyckiego z 7 lutego 1807 r. ziemia lubawska weszła w skład Księstwa Warszawskiego. Zniszczenia spowodowane wojnami napoleońskimi pogorszyły sytuację miasta. Mimo napływu dużej liczby ludności niemieckiej ziemia lubawska zachowała swój polski charakter. W mieście umacniały się tendencje patriotyczne. W II połowie XIX w. Lubawa oraz ówczesny powiat lubawski stał się znaczącym ośrodkiem polskiego ruchu narodowego w zaborze pruskim. Stąd też wywodzili się ochotnicy do oddziałów powstańczych w 1863 r., tworząc tzw. kompanię lubawską. Okres ten przyniósł też ziemi lubawskiej ponowny wzrost gospodarczy. Miasto pełniło funkcje ośrodka usługowego dla rolnictwa.

### II Rzeczpospolita, okupacja wojenna i Polska powojenna

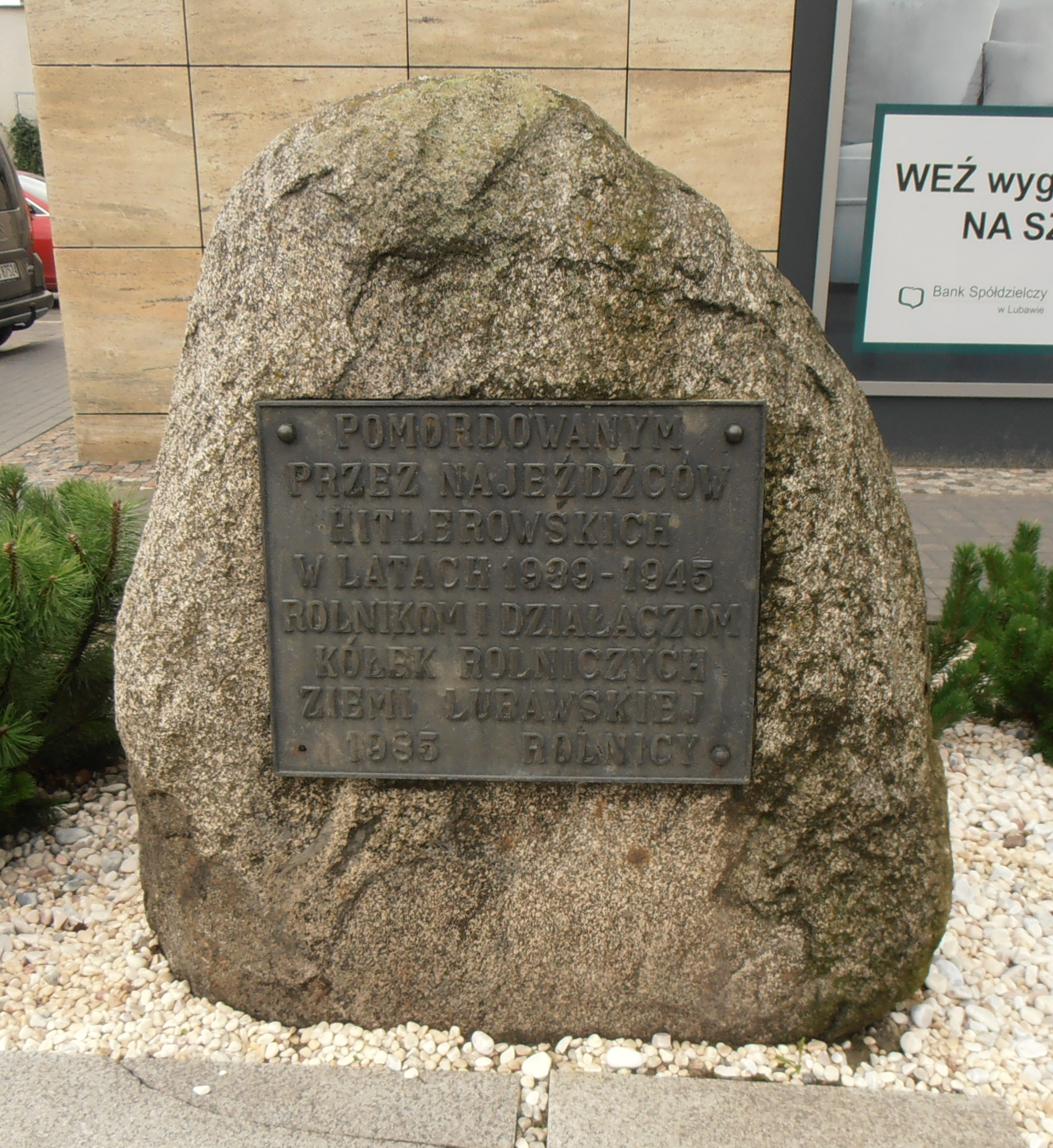
Kamień upamiętniający pomordowanych przez Niemców w latach 1939–1945 rolników ziemi lubawskiej

Na mocy traktatu wersalskiego powiat lubawski powrócił do odrodzonej Polski. Dnia 19 stycznia 1920 roku do Lubawy wkroczyły entuzjastycznie witane oddziały polskie armii generała Józefa Hallera. Rozpoczął się nowy okres w dziejach miasta – okres międzywojenny, w którym Lubawa utrzymała nadal swój charakter zaplecza usługowego dla rolnictwa. Lubawa przynależała administracyjnie do powiatu lubawskiego województwa pomorskiego, a także była siedzibą komisariatu Straży Celnej „Lubawa”.
Okupacja niemiecka przyniosła wzmożoną eksterminację ludności polskiej. Na terenie Lubawy zlokalizowany był obóz karny dla nieletnich. W 1945 roku miasto zostało opanowane i spalone przez jednostki 5 armii pancernej 2 Frontu Białoruskiego Armii Czerwonej. Zniszczenia wojenne sięgały ok. 80% budynków i budowli. Ocalały jednak obiekty architektury sakralnej stanowiące dziś chlubę miasta. W czasach Polski Ludowej w mieście powstały Lubawskie Zakłady Konfekcji Technicznej, Zakłady Aparatury Elektrotechnicznej, mleczarnia, betoniarnia, zakłady przetwórstwa owocowo-warzywnego, zakład meblarski, tartak i młyn.
Miasto było silnym ośrodkiem kulturalnym i oświatowym. Pierwszym wieszczem ziemi lubawskiej był nauczyciel i poeta Teofil Ruczyński, drugim – ks. prof. Janusz Stanisław Pasierb. Trzecim autorem wywodzącym się z Lubawy jest poeta Tomasz Reich.

## Zabytki

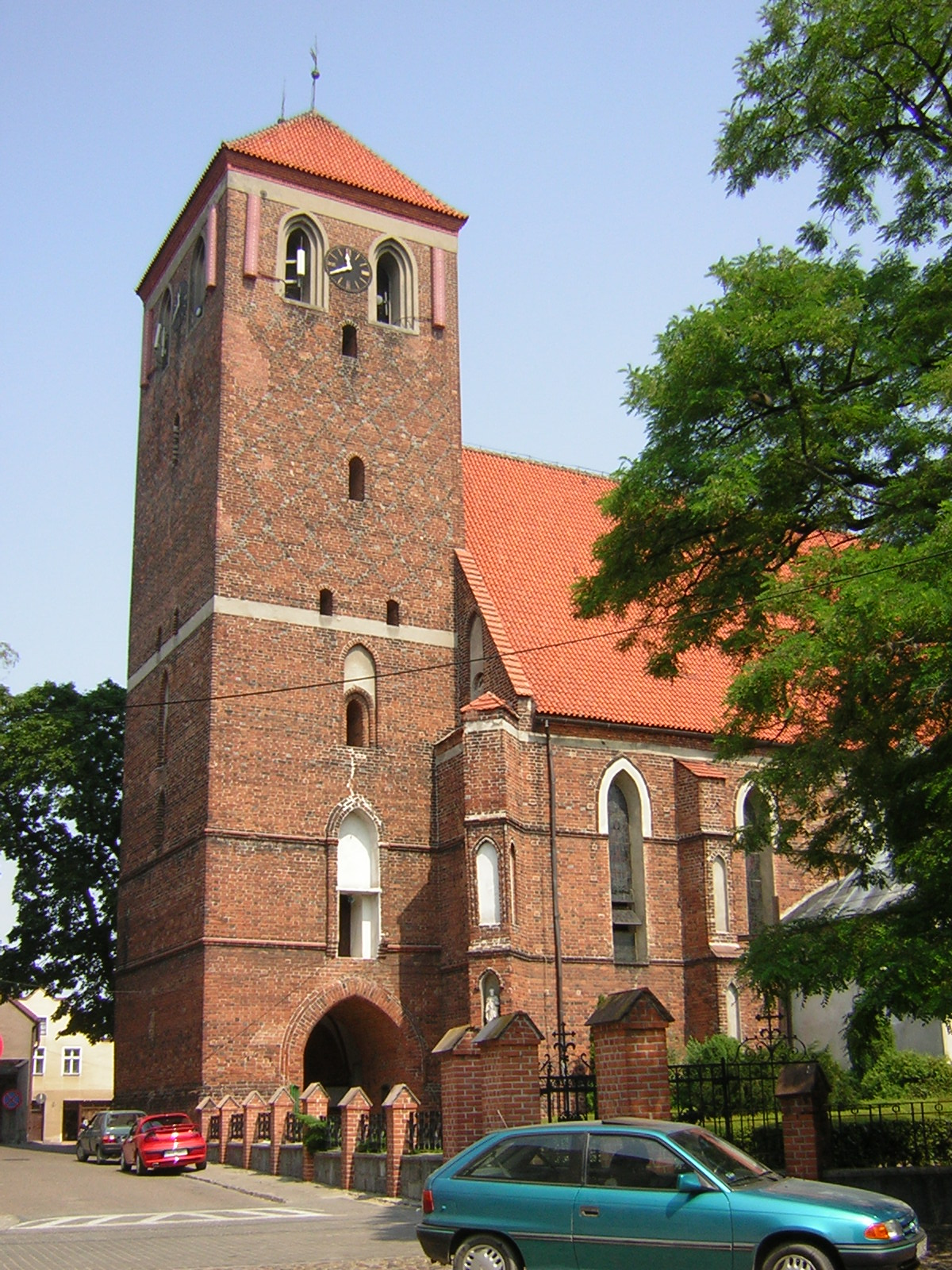
Kościół św. Anny

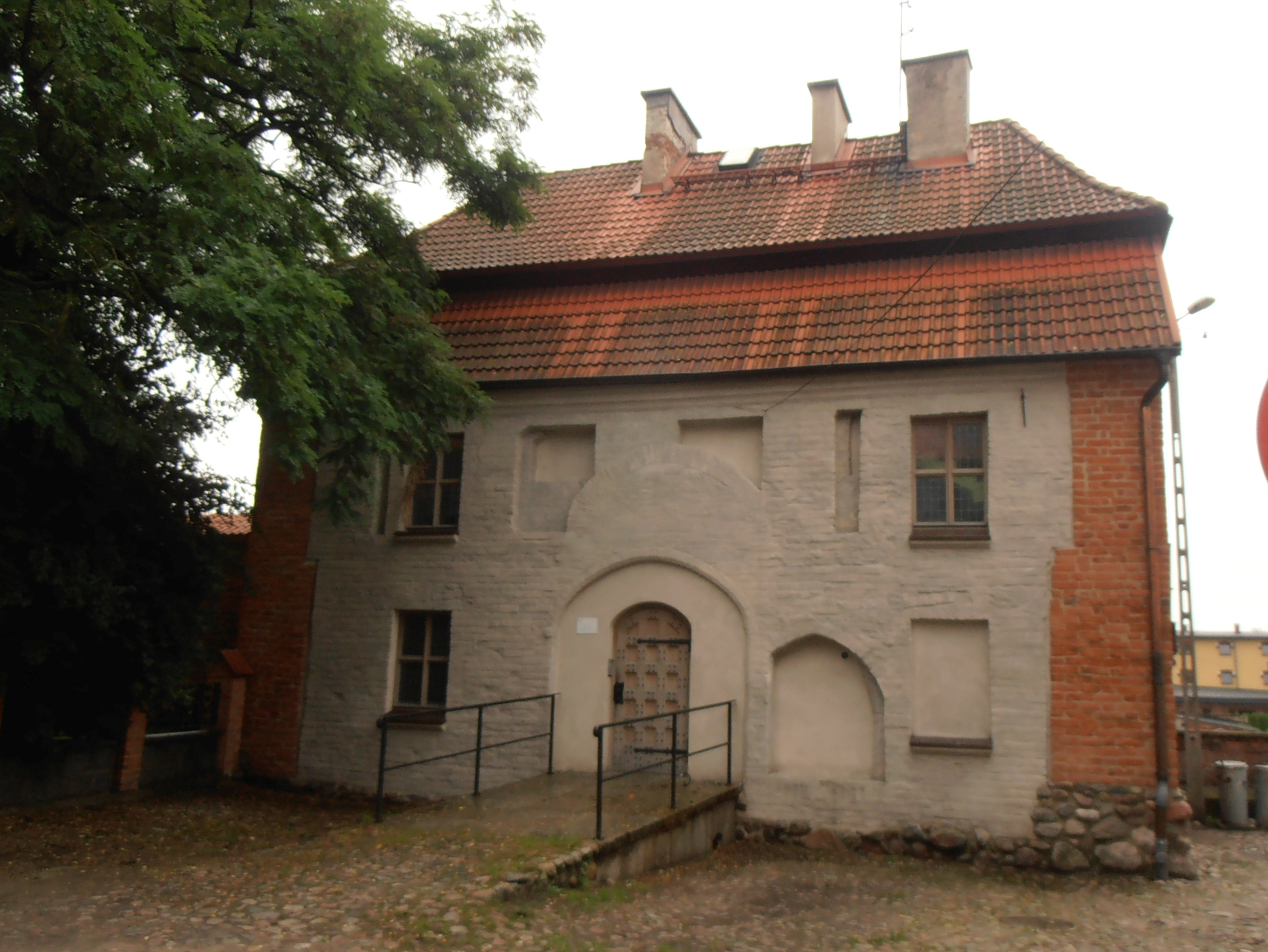
Budynek dawnej baszty, tzw. „wikariatka”

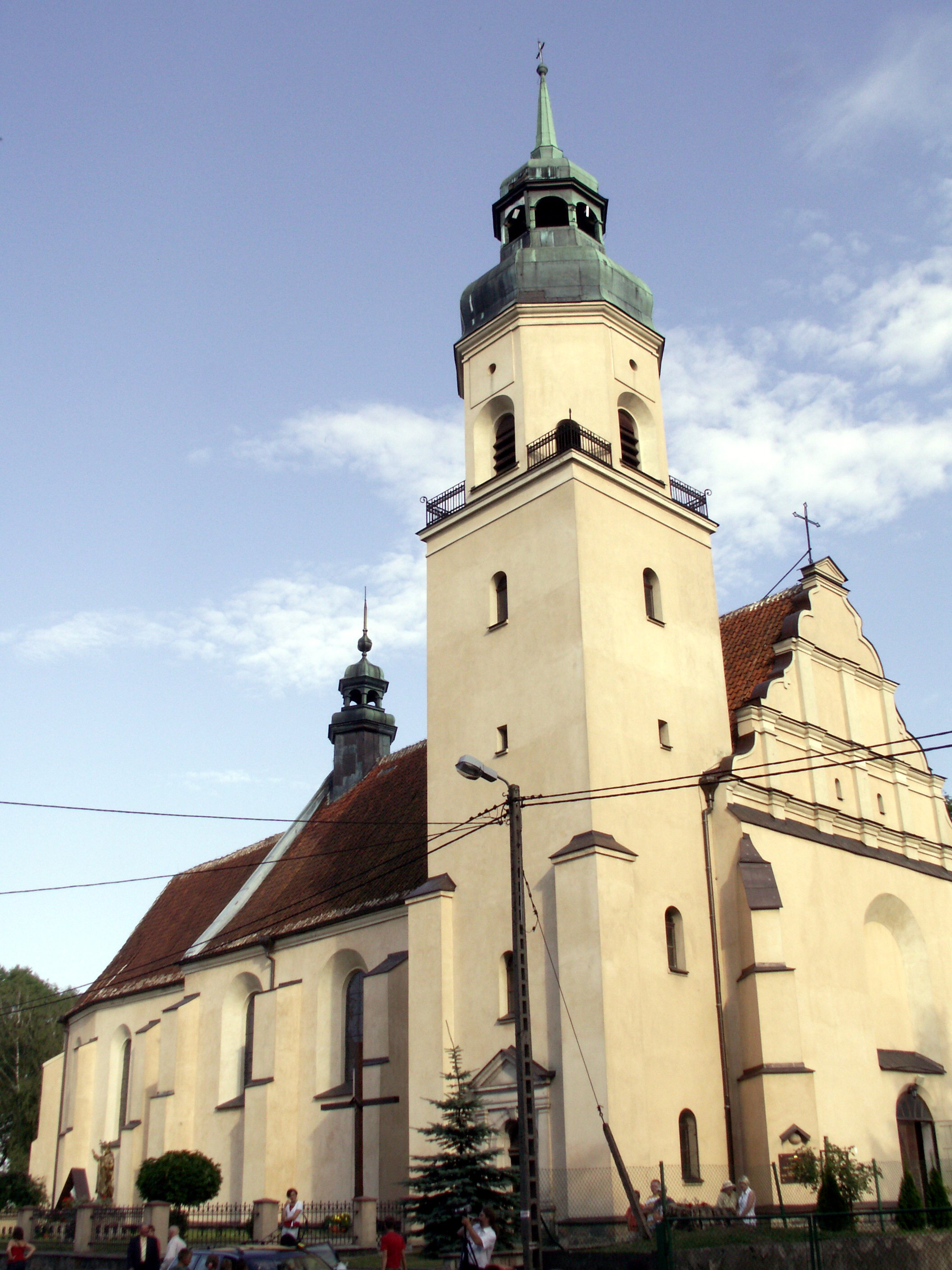
Kościół św. Jana Chrzciciela

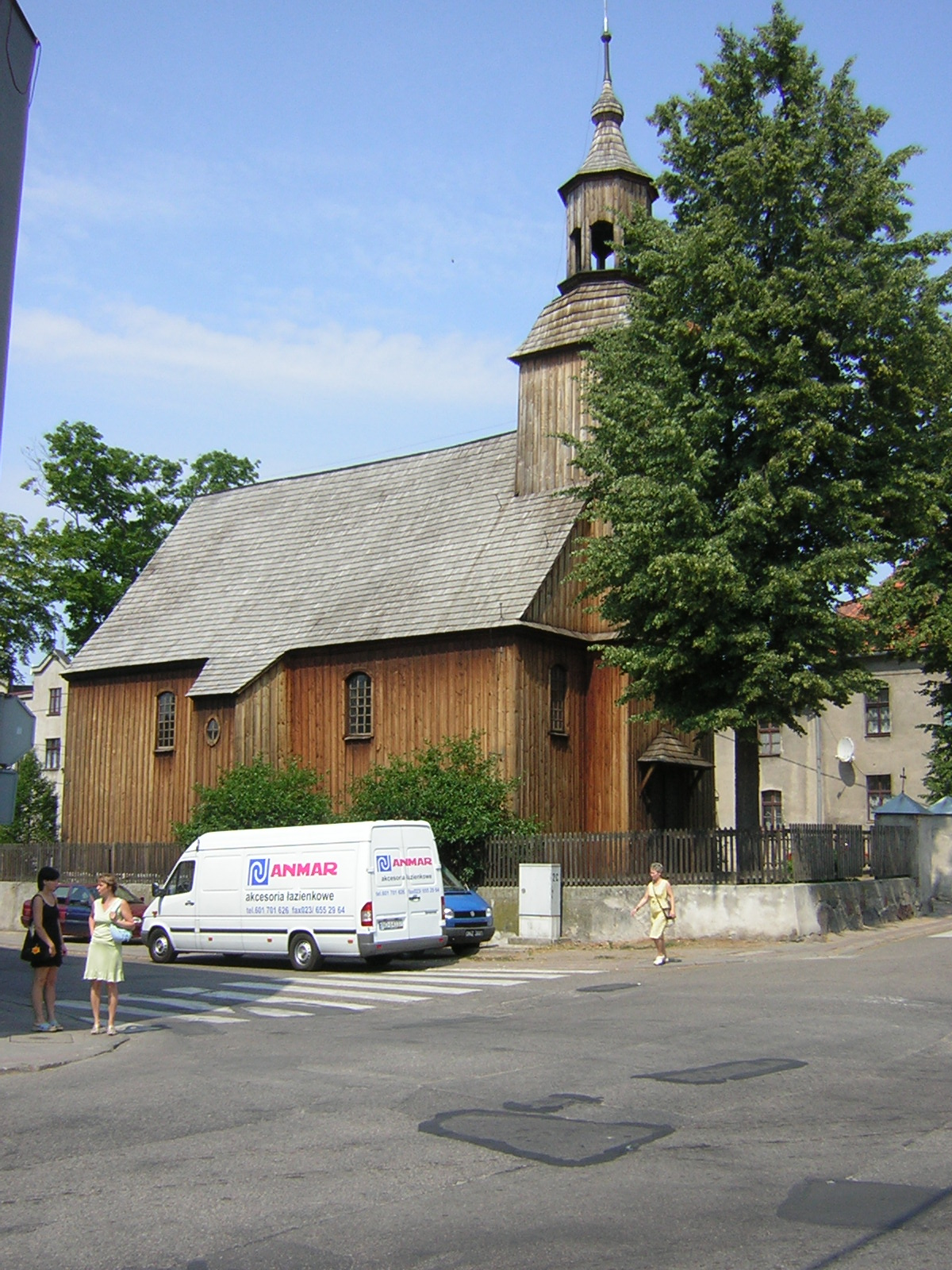
Kościół św. Barbary

Według rejestru zabytków Narodowego Instytutu Dziedzictwa na listę zabytków w Lubawie wpisane są następujące obiekty:
Budowle sakralne
- Kościół parafialny pw. św. Anny, tzw. Fara – z 1330 r. z kaplicą Mortęskich z 1581 r. Bogate wyposażenie wnętrza. Sanktuarium Matki Boskiej Lipskiej. Przy parafii Muzeum Ziemi Lubawskiej, nr rej.: 265 (L/51) z 20.03.1957
- Kościół parafialny pw. św. Jana Chrzciciela i św. Michała Archanioła, tzw. Jan – zbudowany 1603–1608, parafia została erygowana w 2000 r. z części macierzystej parafii Nawiedzenia NMP i św. Anny w Lubawie, do najpiękniejszych zabytków świątyni należy kasetonowy, figuralno-ornamentowy strop nawy z 1612 r. rzeźbiony i polichromowany strop prezbiterium, manierystyczne stalle – bogato rzeźbione i polichromowane, renesansowa ambona oraz XIV-wieczny krucyfiks, z którym franciszkanie saksońscy przybyli do Lubawy. Nr rej.: 264 (L/50) z 22.03.1957
- drewniany kościół par. pw. św. Barbary, tzw. Barbarka – 1673, nr rej.: 89 z 28.09.1953
- zespół klasztorny bernardynów – XIV, XVII–XVIII, niegdyś szkoła podstawowa, nr rej.: 409 (L/49) z 4.08.1957
- odpustowa kaplica filialna Nawiedzenia NMP w Lipach – 1870 r.

Obiekty świeckie
- pozostałości murów obronnych, ul. Pod Murami, Pomorska, Bankowa – po 1300, XIV–XVI, nr rej.: 243 (L/88) z 1.08.1957 oraz 1145 z 2.05.1968
- ruiny zamku biskupów chełmińskich – XIV, nr rej.: 408 (L/11) z 4.08.1957
- zespół szpitala miejskiego pw. św. Jerzego z II poł. XIX wieku, nr rej.: A-2502 z 8.09. 2003:
  - szpital, ul. Grunwaldzka 11a
  - kaplica, ul.Grunwaldzka 13
  - klasztor ss. miłosierdzia, ul. św. Barbary 2, 4, 6
  - ogrodzenie
- Miejska Biblioteka Publiczna im. Teofila Ruczyńskiego

Domy mieszkalne
- stare miasto – XIII, nr rej.: 88 (L/9) z 31.12.1953
- dom, ul. Bankowa 1a – 1 poł. XIX, nr rej.: 404 (L/65) z 1.08.1957
- dom, ul. Jagiellońska 9 – 2 poł. XIX, nr rej.: 915 z 3.08.1968
- dom, ul. Kilińskiego 4 – k. XVIII, 1960, nr rej.: 406 (L/63) z 1.08.1957
- dom, ul. Kilińskiego 6 – XVIII, XIX 1959-1960, nr rej.: 405 z 1.08.1957
- dom, ul. Kościelna 20 – k. XVIII, 1998, nr rej.: 410 (L/90) z 4.08.1957 oraz 914 z 4.08.1968
- dom (dawna baszta) – ul. Pod Murami 28, XIV-XVI, XIX, nr rej.: 1200 z 21.05.1968
- dom (dawna baszta) – ul. Pod Murami 30, XIV-XVI, XVII-XVIII, nr rej.: 407 (L/83) z 3.08.1957
- dom, ul. Pomorska 7 – XVIII/XIX, 1995 nr rej.: 247 (L/68) z 1.08.1957
- dom, ul. Pomorska 9 – nr rej.: 246 (L/80) z 1.08.1957
- dom, ul. Pomorska 11 – 1 poł. XIX, 1960 1989, nr rej.: 401 (L/71) z 1.08.1957
- dom, ul. Pomorska 21 – 1 poł. XIX, nr rej.: 402 (L/74) z 1.08.1957
- dom, ul. Pomorska 25 –R 1 poł. XIX, 1961–1962, nr rej.: 403 (L/76) z 1.08.1957
- dom, ul. Zamkowa 14 – pocz. XIX, nr rej.: 245 (L/65) z 1.08.1957
- dom, ul. Zamkowa 27 – pocz. XVIII, XIX, XX, nr rej.: 244 (L/87) z 1.08.1957 oraz 1199 z 21.05.1968

## Muzea
- Muzeum Ziemi Lubawskiej w Lubawie

## Administracja
Lubawa ma status gminy miejskiej. Mieszkańcy miasta wybierają do swojej Rady Miejskiej 15 radnych. Organem wykonawczym władz jest burmistrz.

### Burmistrz Miasta Lubawa
- Od 2010 – Maciej Radtke[15][16].

### Rada Miasta Lubawa
- kadencja 2024 - 2029: 
  - Jerzy Brodowski  - przewodniczący
  - Iwona Pruchniewska i Grzegorz Rolka  - wiceprzewodniczący

## Demografia
Dane z 30 czerwca 2013:
| Opis                              | Ogółem | Ogółem | Kobiety | Kobiety | Mężczyźni | Mężczyźni |
| --------------------------------- | ------ | ------ | ------- | ------- | --------- | --------- |
| Jednostka                         | osób   | %      | osób    | %       | osób      | %         |
| Populacja                         | 10 092 | 100    | 5181    | 51,34   | 4911      | 48,66     |
| Gęstość zaludnienia [mieszk./km²] | 599,3  | 599,3  | 307,7   | 307,7   | 291,6     | 291,6     |

- Piramida wieku mieszkańców Lubawy w 2014 roku[18].

## Struktura powierzchni
Według danych z roku 2002 Lubawa ma obszar 16,84 km², w tym:
- użytki rolne: 83%
- użytki leśne: 0%

Miasto stanowi 1,22% powierzchni powiatu.

## Gospodarka

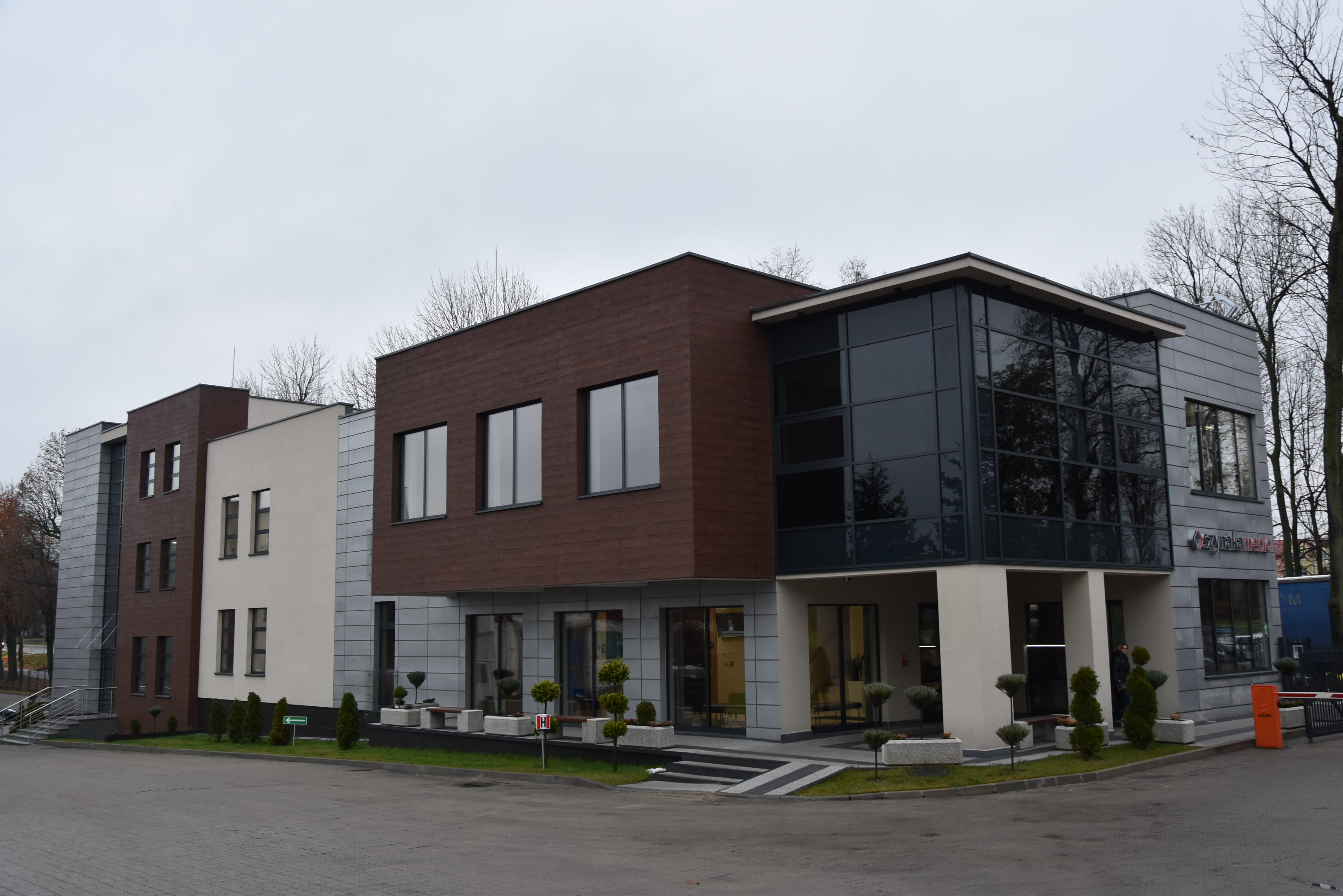
Siedziba jednej z firm meblarskich

W mieście znajduje się siedziba spółki Lubawa, notowanej od 1996 na Giełdzie Papierów Wartościowych.
Dużą rolę w rozwoju gospodarczym pełnią firmy zlokalizowane w dzielnicy przemysłowej Borek, takie jak «IKEA Industry» (największa fabryka w regionie i jedna z największych i najnowocześniejszych w Polsce produkująca meble dla szwedzkiej firmy IKEA), «Szkłomal» (zajmująca się produkcją luster oraz mebli ze szkła), czy firma stolarska «Szynaka Meble».

## Transport

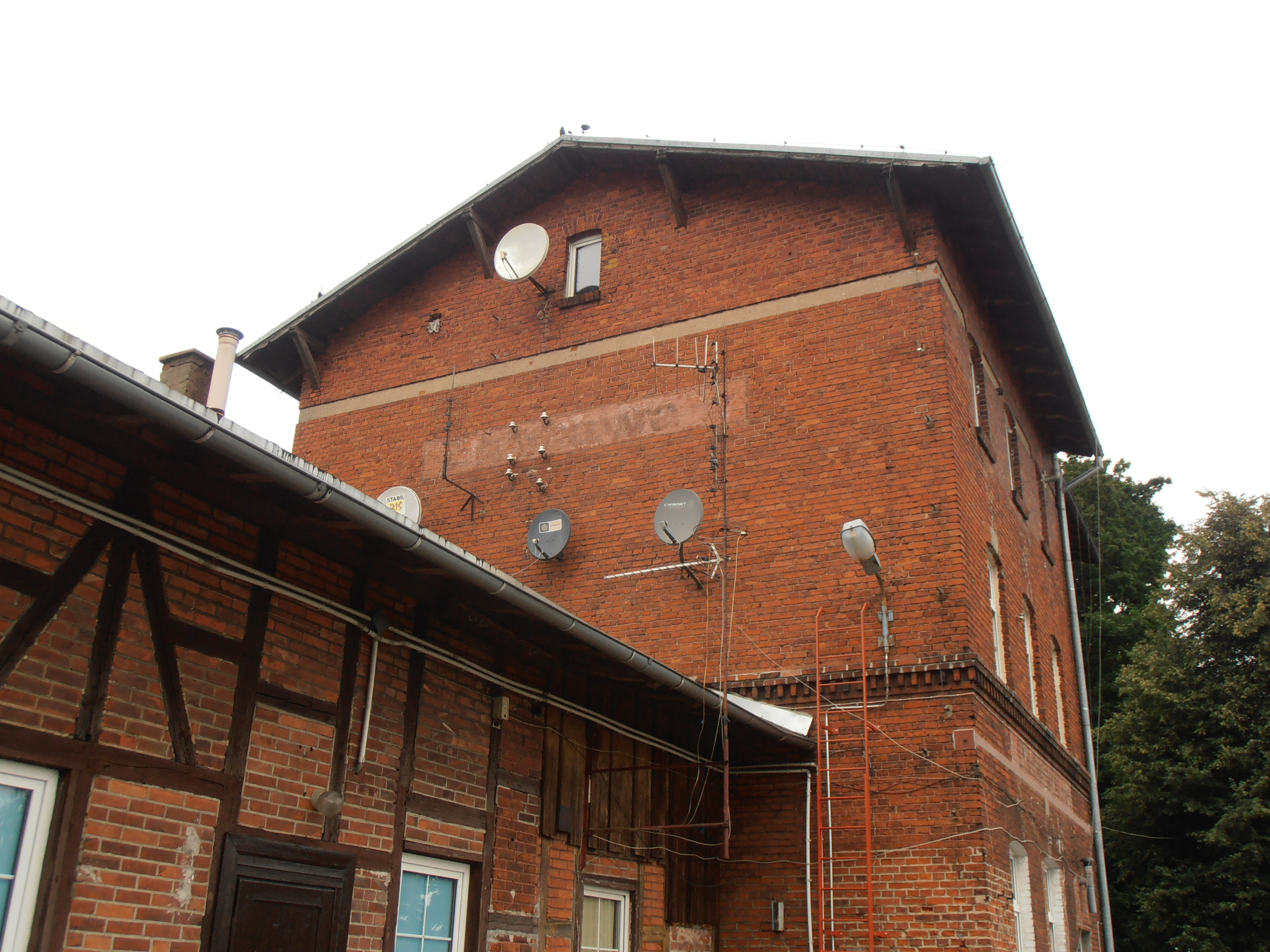
Towarowa stacja kolejowa

Przez Lubawę przebiegają następujące drogi:
- 15 Trzebnica – Września – Gniezno – Inowrocław – Toruń – Ostróda
- 537 – Lubawa – Pawłowo do S7
- 541 – Lubawa – Lidzbark – Żuromin – Sierpc – Dobrzyń nad Wisłą

W mieście znajduje się towarowa stacja kolejowa.

## Oświata
- Przedszkole Miejskie (ul. Rzepnikowskiego 9)
- Przedszkole Niepubliczne „Bajkolandia” i „Smerfolandia”
- Szkoła Podstawowa (ul. Rzepnikowskiego 7)
- Gimnazjum im. Biskupów Chełmińskich (ul. św. Barbary 45)
- Zespół Szkół w Lubawie (ul. Gdańska 25)
  - Liceum Ogólnokształcące im. W. Broniewskiego
  - Technikum Elektryczne
  - Technikum Handlowe
  - Zasadnicza Szkoła Zawodowa
  - Zasadnicza Szkoła Zawodowa Specjalna

## Religia
- Kościół rzymskokatolicki

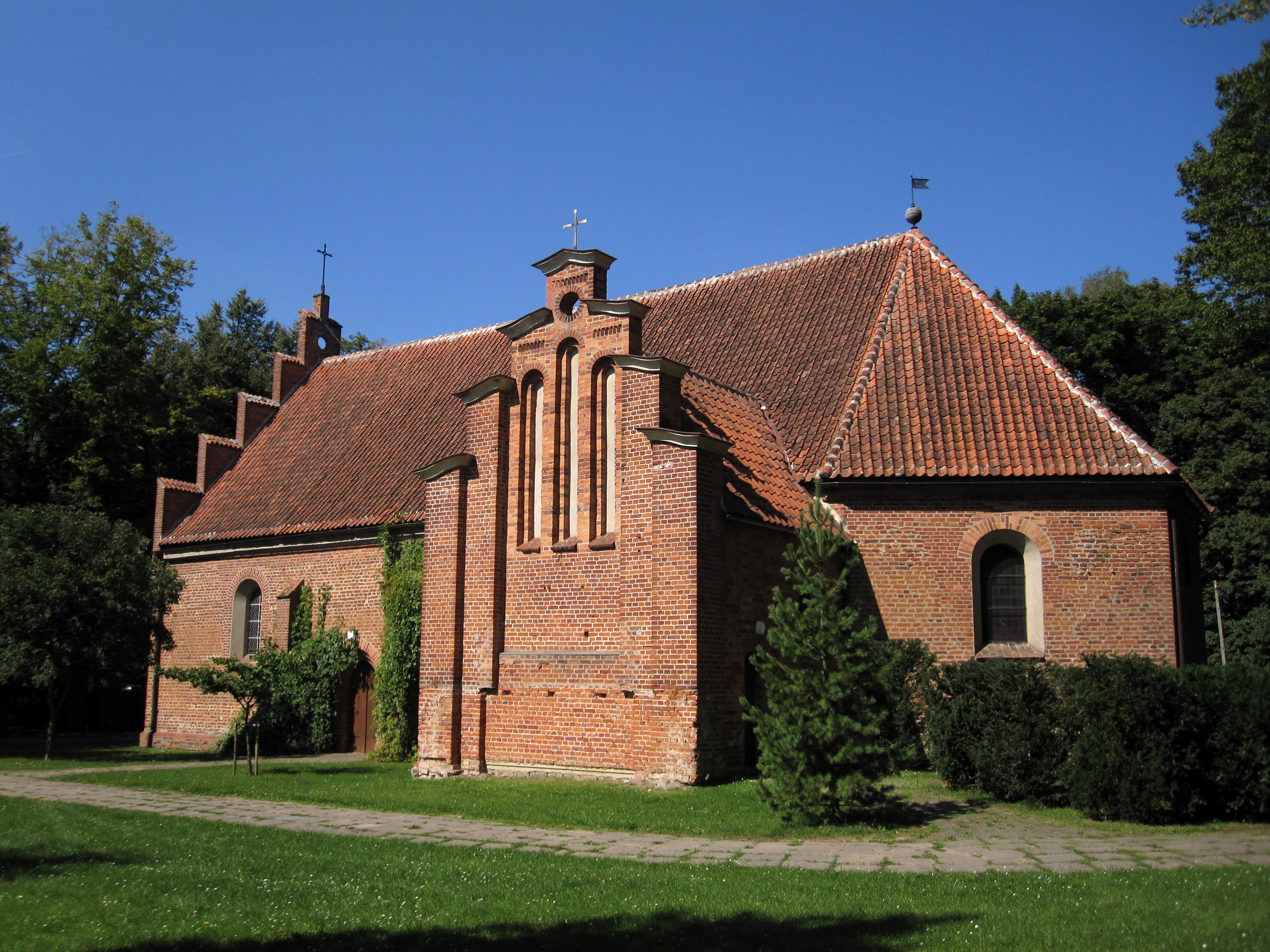
Kościół Nawiedzenia NMP

  - Parafia Nawiedzenia Najświętszej Maryi Panny i św. Anny w Lubawie
  - Parafia św. Jana Chrzciciela i Michała Archanioła w Lubawie
  - Kościół św. Barbary w Lubawie
  - Sanktuarium NMP w Lipach
- Świadkowie Jehowy[20]
  - zbór Lubawa z Salą Królestwa[21].

## Sport
- Motor Lubawa – piłka nożna
- Champion Lubawa – kickboxing
- Sokół Lubawa – zapasy
- LKS Lubawa – lekkoatletyka
- LKK Ziemia Lubawska – kolarstwo

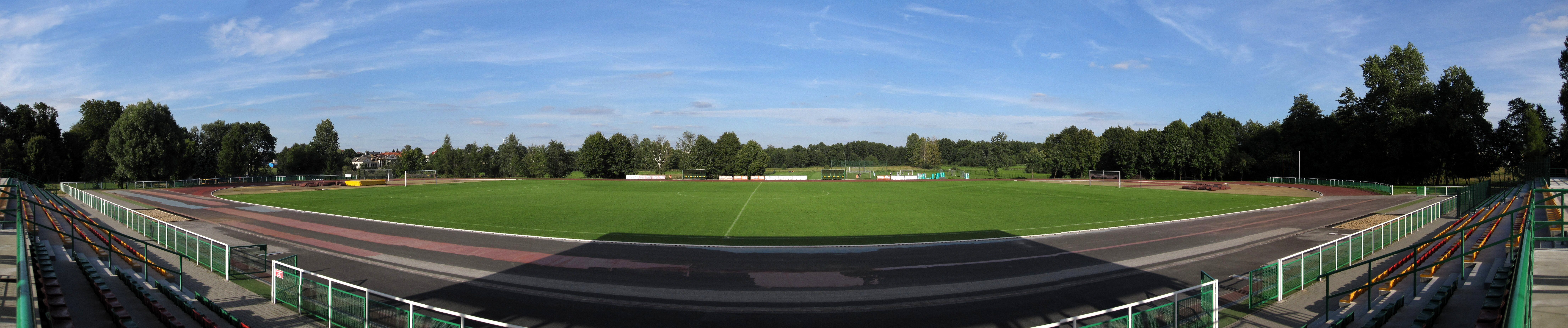
Stadion

- LUKS Copernicus Lubawa – piłka nożna
- LZS Lubawa – tenis stołowy
- LTT Laver- tenis ziemny

## Sąsiednie gminy
Lubawa (gmina wiejska)